# Nadwiślański Park Krajobrazowy
Nadwiślański Park Krajobrazowy – park krajobrazowy w województwie kujawsko-pomorskim. Został powołany w celu ochrony wartości krajobrazowych i kulturowych Doliny Dolnej Wisły. Obejmuje tereny o powierzchni 33 306,5 ha położone wzdłuż rzeki Wisły, głównie na lewym jej brzegu (jedynie w południowej części również tereny na brzegu prawym).
Wraz z Chełmińskim Parkiem Krajobrazowym i Parkiem Krajobrazowym Góry Łosiowe funkcjonuje w ramach Zespołu Parków Krajobrazowych nad Dolną Wisłą z siedzibą w Świeciu, ul. Sądowa 5.

## Historia
Park został utworzony w 1993 roku pod nazwą Zespół Nadwiślańskich Parków Krajobrazowych. W marcu 1999 roku połączono go z Chełmińskim Parkiem Krajobrazowym, tworząc Park Krajobrazowy Doliny Dolnej Wisły (przemianowany w 2003 roku na Zespół Parków Krajobrazowych Chełmińskiego i Nadwiślańskiego). Jednakże rozporządzenie wojewody tworzące ten park zostało unieważnione wyrokiem Naczelnego Sądu Administracyjnego, więc powrócono do dwóch oddzielnych parków krajobrazowych. Zespół Parków Krajobrazowych Chełmińskiego i Nadwiślańskiego został zlikwidowany we wrześniu 2005 roku, a w jego miejsce ponownie utworzono dwa parki: Nadwiślański Park Krajobrazowy i Chełmiński Park Krajobrazowy, którymi zarządzał Zespół Parków Krajobrazowych Chełmińskiego i Nadwiślańskiego. W 2018 roku, po włączeniu nowo utworzonego Parku Krajobrazowego Góry Łosiowe do zespołu, zmieniono jednocześnie jego nazwę na Zespół Parków Krajobrazowych nad Dolną Wisłą.

## Rezerwaty przyrody
- Grabowiec
- Jezioro Fletnowskie
- Las Mariański
- Linje
- Ostnicowe Parowy Gruczna
- Reptowo
- Śnieżynka
- Wielka Kępa
- Wiosło Duże